# Fredrik Constantin Bjarke
Fredrik Constantin Bjarke, född Fredrik Constantin Leontius Pettersson 25 oktober 1864 i Stockholm, död 9 maj 1895 i Stockholm för egen hand, var en svensk författare och konstnär. Fredrik Constantin Bjarke var son till kakelugnsfabrikören Carl August Pettersson och Emilia Eugenia Sophia, född Petterson.
Bjarke började först utbilda sig till bagare men hans intresse för konst fick honom att studera på Tekniska skolan i Stockholm. Därefter reste han till München 1886 för att studera teckning och målning privat. Där utgav han en samling teckningar Die Welt, in der man sich langweilt och 1891 utförde han illustrationer till Jonatan Reuters Dikter i färg och ord. Han for till Italien 1893 där han målade fiskartyper på ön Capri. Han gav även ut två romaner.